# Айзенштат, Александр
Александр Айзенштат (род. 2 декабря 1951, Москва) — художник и религиозный деятель.

## Биография
Александр Айзенштат родился 2 декабря 1951 года в Москве. Здесь в конце 1960-х он учился живописи в мастерской известного акварелиста С. П. Скульского. Творчество Скульского было связано с большой художественной традицией мастеров «Бубнового валета» и ученичеством у Роберта Фалька. Кроме того, молодой живописец открывал мир необычного для советского зрителя западного искусства в залах Пушкинского музея, которые посещал довольно часто и даже копировал некоторые произведения, «так что его наставниками можно назвать и Рембрандта, и Ван Гога, и Пикассо».
Покинул СССР в 1974 году. А. Айзенштат — гражданин Франции, в настоящее время проживающий в Израиле.
В России регулярно бывает с 1989 года. Пишет в Иерусалиме и в Подмосковье. Известен не только как художник, но и как религиозный деятель ортодоксального иудаизма — основатель и руководитель Центра Изучения Торы в Москве.
25 февраля 2014 года была открыта мастерская художника в Москве по адресу: ул. Чаплыгина 1а.

## Выставки и контакты
Александр Айзенштат поддерживает связь со многими известными художественными галереями, в число которых входят такие как Музей изобразительных искусств имени А. С. Пушкина, ММСИ, Третьяковская галерея и известными людьми в сфере искусства, например такие как президент ГМИИ им. А. С. Пушкина, Ирина Александровна Антонова, Директор Третьяковской галереи, Зельфира Исмаиловна Трегулова и другие.
10 января 2016 года, в рамках специального мероприятия, Михаил Фридман совместно с Лондонской еврейской общиной презентовал серию литографий «Еврейская семья» А. Айзенштата экс президенту Франции, Николя Саркози.

## Живопись Александра Айзенштата
Александр Айзенштат — художник, который создал собственный визуальный язык. Перевод этого языка в привычный литературный пласт представляет собой вызов для исследователей.
Среди художественных особенной мастера выделяется, прежде всего, колорит его полотен. Картины Айзенштата — «торжество рембрандтовского колорита, преображенного метафизическим светом, нисходящим в призрачную реальность мира».
Художник работает чистым цветом, давая голос каждому представителю цветового спектора. Среди этого многоголосия тонов особое место приобретает синий цвет. Синий цвет Айзешнтата, по мнению В.Турчина, «затягивает все изображенное в какую-то неведомую глубину».
Говоря об истоках творчества художника, искусствовед А.Якимович выделяет три основные опоры, на которых строился мир мастера: иудейский мир, советский мир (в котором вырос живописец) и западная мир с его специфическими механизмами критического отношения к действительности. Этот последний элемент особенно явственно проявляется в литературных пристрастиях художника. Главным писателем для А.Айзеншата становится маргинал и визионер из Праги — Ф.Кафка. К образам, воссозданным Кафкой, Айзенштат возвращаетя вновь и вновь, пытаясь живописно передать ту истину, которую постиг и литературно запечатлел Кафка.
«Художник — это ремесленник» — аскетичная формула работы А.Айзенштата. Живописец строг в оценке собственного творчества. Художник продолжает работать, представляя зрителям новые и новые вопросы о мире и о нас самих.

## Основные выставки
- В середине-конце 80-х — презентации в частных домах в Лондоне, Париже, Нью-Йорке, Антверпене, Цюрихе.
- 2003 г. Выставка в Москве, в доме известного коллекционера Мойше (Вячеслава) Кантора на Большой Ордынке.
- 2006 г. Персональная выставка в Москве, в «Музее Другого Искусства», РГГУ.
- 2008 г. Участие в «Арт-Москве», ЦДХ. Участие в фестивале искусств. «Традиции и Современность» (Манеж).
- 2009 г. Персональная квартирная выставка на Чистых Прудах, персональная выставка «Признаки Москвы» в галерее Светланы Сажиной. Персональная выставка «Кафкианские мотивы. Работы последних лет» в РГГУ.
- 2010 г. Персональная выставка «Спектр жизни» в ММСИ[3].
- 2011 г. Выставка «Ребе» в галерее на Чистых Прудах.[4]
- 2012 г. Выставка «Спектр жизни» в галерее «Метрополь».
- Март 2013 г. Персональная выставка в галерее «Триумф».
- 23 мая 2013 г. галерея «25 кадр» представила в выставочном зале «Дом Спиридонова» персональную выставку «Без определённого места жительства».
- 13 июня 2013 г. выставка «Люди» в галерее «1905».
- 16 июня 2013 г. выставка одной картины «Старик и петушок».
- 3 сентября 2013 г. Еврейский культурный центр представил выставку «Еврейская семья».
- 15 октября 2013 г. в галерее «Сезоны» выставка «Дамы и господа».
- Май 2014 г. выставка «Документальная мистерия в семи картинах».
- 10 марта 2016 г. выставка в Пушкинском музее.[5][6][7]
- 2-3 августа 2016 г. выставка «Желтые цветы» в Музее Булгакова.[8]
- 2 ноября 2016 г. Выставка в Третьяковской галерее на крымском валу. Www.tretyakov.ru
- 3 октября 2017 г. выставка в Государственном Институте Искусствознания «Певица Жозефина и её оркестр»
- 10 июня 2018 г. выставка «Спектр жизни» в Еврейском музее, Австрия, Айзенштадт.[9][10]